# Alina Kornéyeva
Alina Kornéyeva (nació el 23 de junio de 2007, Moscú, Rusia) es una tenista profesional de Rusia.
Kornéyeva tiene un ranking de individuales WTA más alto de su carrera, n.º 128, logrado el 26 de febrero de 2024. También es n.º 261 en dobles, logrado el 18 de septiembre de 2023.
En 2023, ganó títulos individuales de Grand Slam junior en el Abierto de Australia y el Roland Garros y alcanzó el puesto número 1 en el ranking mundial juvenil de la ITF.
Kornéyeva hizo su debut en el cuadro principal de la WTA en el Torneo de Hong Kong 2023, luego de pasar la clasificación además derrotó a su compatriota Valeria Savinyj para conseguir su primera victoria en la WTA.
Kornéyeva hizo su debut en el cuadro principal de Grand Slam en el Abierto de Australia 2024, luego de pasar la clasificación además derrotó a la española Sara Sorribes para conseguir su primera victoria en un Grand Slam; en este torneo, además, fue la jugadora más joven en participar.

## Títulos WTA (0; 0+0)

### Dobles (0)
| Leyenda              |
| -------------------- |
| Grand Slam (0)       |
| Juegos Olímpicos (0) |
| WTA Finals (0)       |
| WTA 1000 (0)         |
| WTA 500 (0)          |
| WTA 250 (0)          |

#### Finalista (1)
| N.º | Fecha                    | Torneo   | Superficie | Pareja              | Oponentes en la final      | Resultado        |
| --- | ------------------------ | -------- | ---------- | ------------------- | -------------------------- | ---------------- |
| 1.  | 14 de septiembre de 2024 | Monastir | Dura       | Anastasia Zakharova | Anna Blinkova Mayar Sherif | 6-2, 1-6, [8-10] |

## Clasificación histórica
Actualizado hasta Australian Open 2024.

### Individuales
| Torneo                | 2024 | SR    | G–P | % G |
| --------------------- | ---- | ----- | --- | --- |
| Torneos de Grand Slam |      |       |     |     |
| Abierto de Australia  | 2R   | 0 / 1 | 1–1 | 50% |
| Roland Garros         | A    | 0 / 0 | 0–0 | 0%  |
| Wimbledon             | A    | 0 / 0 | 0–0 | 0%  |
| US Open               | A    | 0 / 0 | 0–0 | 0%  |
| Ganados-Perdidos      | 1–1  | 0 / 1 | 1–1 | 50% |